# Inez (Kentucky)
Inez és una població dels Estats Units a l'estat de Kentucky. Segons el cens del 2000 tenia 466 habitants.

## Demografia
Segons el cens del 2000, Inez tenia 466 habitants, 212 habitatges, i 132 famílies. La densitat de població era de 272,6 habitants/km².
Dels 212 habitatges en un 30,7% hi vivien nens de menys de 18 anys, en un 44,8% hi vivien parelles casades, en un 15,1% dones solteres, i en un 37,7% no eren unitats familiars. En el 35,4% dels habitatges hi vivien persones soles el 14,2% de les quals corresponia a persones de 65 anys o més que vivien soles. El nombre mitjà de persones vivint en cada habitatge era de 2,18 i el nombre mitjà de persones que vivien en cada família era de 2,83.
Per edats la població es repartia de la següent manera: un 24% tenia menys de 18 anys, un 10,3% entre 18 i 24, un 29,4% entre 25 i 44, un 22,3% de 45 a 60 i un 13,9% 65 anys o més.
L'edat mediana era de 36 anys. Per cada 100 dones de 18 o més anys hi havia 67 homes.
La renda mediana per habitatge era de 21.875 $ i la renda mediana per família de 25.938 $. Els homes tenien una renda mediana de 41.875 $ mentre que les dones 17.292 $. La renda per capita de la població era de 14.183 $. Entorn del 37% de les famílies i el 35,3% de la població estaven per davall del llindar de pobresa.

## Poblacions més properes
El següent diagrama mostra les poblacions més properes.